# Alétés
Alétés (latinsky Aletes) je v řecké mytologii syn mykénského krále Aigistha. Byl po krátký čas mykénským králem.
Jeho činy samy o sobě by nezabraly velké místo v řeckých mýtech, vladařem v Mykénách byl jen vcelku nevýznamnou dobu.
Zaujímá však významné postavení v historii vladařských rodů mykénských, a to proto, že v jeho osobě byla ukončena dlouhá krutá generační a rodinná válka, kdy vražda byla následována další vraždou, pomsta novou pomstou. Poslední v těchto krvavých historiích byl právě Alétés.
Posloupnost a skutky:
- Na začátku byl Tantalos, který proslul tím, že svého syna Pelopa zabil, rozčtvrtil, uvařil a předložil jako pokrm na hostině bohů. Chtěl své hosty jenom vyzkoušet, jsou-li opravdu tak vševědoucí, že poznají, co je jim nabídnuto k snědku. Poznali a Tantalos neušel spravedlivému trestu, navěky trpí v podsvětí Tantalova muka. Jeho syna Pelopa však bohové znovu oživili.

- Pelops měl syny jménem Átreus a Thyestés. Celý život se přetahovali o vládu v Mykénách a žádný prostředek jim nebyl dost dobrý.

- Thyestés svedl bratrovu manželku Áeropé, aby mu pomohla k trůnu, Átreus jej podvedl, trůnu se zmocnil a Thyesta vyhnal. Ten s sebou vzal Átreova syna Pleisthena, vychoval ho a později ho přivedl do Mykén, aby zabil svého otce. Stalo se ale, že Átreus zabil mladíka a teprve dodatečně v něm poznal svého syna. Aby se pomstil svému bratru, nalákal Thyesta do Mykén a předložil mu k uvítání příšerné hody: zabil jeho tři syny a předložil mu je na mísách. Bohové pomohli zničenému Thyestovi uprchnout.

- Átreus ho dal hledat, ale našel jenom jeho posledního syna Aigistha, přivedl ho do Mykén a vychoval ho společně se svými syny Agamemnónem a Meneláem. Ti později Thyesta vypátrali, přivedli ho do Mykén a uvrhli do vězení. Átreus poručil Aigisthovi, aby svého otce zabil. Jenže vězněný Thyestés svého syna poznal a běh osudu se opět změnil; mladý Aigisthos naopak probodl mečem svého strýce Átrea.

- Potom se Thyestés a Aigisthos zmocnili vlády nad Mykénami. Átreovi synové Agamemnón a Meneláos museli uprchnout a našli si útočiště u spartského krále Tyndarea. Agamemnón se však po několika letech vrátil a zabil Thyesta. Stal se mykénským králem, budoval silné království a na určitý čas se i smířil s vrahem svého otce, Aigisthem. Ten se však nikdy nerozloučil s myšlenkami na pomstu.

- Poté Agamemnón, který toužil po válečné slávě, zorganizoval velké řecké vojsko, které vytáhlo proti Tróji, aby dovedli zpět krásnou Helenu, manželku Meneláa. Unesl ji Paris, syn trojského krále Priama. Válka trvala dlouhých deset let, nakonec však přinesla Řekům vítězství a Tróji totální zkázu.

- Aigisthos se války nezúčastnil. Naopak - navštěvoval opuštěnou královu manželku Klytaimnéstru a sváděl ji tak dlouho, až mu podlehla. Spolu pak zosnovali plán, jak se krále zbavit. Když se Agamemnón vracel z války, dal manželce smluvenou zprávu o svém návratu. Aigisthos ho uvítal a uspořádal velkou hostinu na jeho počest, ale v průběhu hodování znamením přivolal dvanáct najatých vrahů, kteří Agamemnona a jeho druhy přímo u stolu zabili. Aigisthos nechal

krále spěšně pohřbít a hned se prohlásil mykénským králem. Mykénský lid mu nikdy ten strašný skutek neodpustil. Aigisthova krutá vláda trvala však jenom sedm let.
- Poté se vrátil Agamemnonův syn Orestés. Nepoznán se dostal do hradu a otcova vraha Aigistha i zrádnou matku Klytaimnéstru probodl mečem. Za zabití matky se musel Orestés očistit, což se stalo v Tauridě. Hrozila mu tam i smrt, ale s pomocí své dávno neviděné sestry Ífigeneie se vrátil do Mykén.

- V Mykénách se mezitím zmocnil trůnu Alétés. Toho Orestés v sebeobraně probodl mečem.

A to byl konec hrůzných roků prolévání krve, protiprávních nástupců na mykénském trůnu. Vlády se ujal Orestés, tím se k moci dostal zpět rod Átreův. Orestés prý podle práva vládl. K bohaté mykénské říši přidal vládu nad Argem a Spartou. Oženil se s krásnou Hermioné, dcerou spartského krále Meneláa a jeho manželky krásné Heleny. Měl prý dva syny: Penthila (jeho matkou byla Érigoné, dcera Aigisthova) a Tísamena, jehož matkou byla Hermioné. Orestés vlády spravedlive a ke spokojenosti svého lidu až do vysokého věku, kdy zemřel přirozenou smrtí.
Tak skončilo vražedné běsnění, které trvalo několik generací.

## Odkaz v umění
Alétovo jméno se vyskytuje ve všech dramatech od antiky až k novodobým autorům. Je všude tam, kde šlo o mykénský trůn. Poprvé je ovšem zmíněn v Homérovi.